# Jamnica
Jamnica — хорватська компанія, яка спеціалізується на виробництві мінеральної та джерельної бутильованої води. Головний офіс знаходиться у Загребі. Компанія входить до складу групи Agrokor. Головні продукти — мінеральні води Jamnica та Jana, названі на честь двох джерел, звідки добувають воду. Jamnica — найбільша компанія бутильованих вод у Хорватії.
Компанія була заснована у 1828 році, а починаючи з 1992 року нею володіє Agrokor. Починаючи з 2003 року вона котується на Загребській фондовій біржі під назвою JMNC-R-A. Фірма також володіє брендом Sarajevski Kiseljak у Боснії та Герцеговині та Mivela у Сербії.
Станом на 2011 рік Jamnica мала 1,2 млрд хорватських кун валового доходу. На її заводах працювало 1,136 людей.